# Satoshi Yamaguchi (ur. 1959)
Satoshi Yamaguchi (jap. 山口 悟 Yamaguchi Satoshi; ur. 1 sierpnia 1959) – japoński piłkarz, reprezentant kraju.

## Kariera klubowa
Od 1978 do 1984 roku występował w klubie Mitsubishi Motors.

## Kariera reprezentacyjna
W reprezentacji Japonii Satoshi Yamaguchi zadebiutował 19 lutego 1981 roku.

## Statystyki
| Reprezentacja Japonii | Reprezentacja Japonii | Reprezentacja Japonii |
| Rok                   | Mecze                 | Gole                  |
| --------------------- | --------------------- | --------------------- |
| 1981                  | 1                     | 0                     |
| Razem                 | 1                     | 0                     |